# The Trail of the Shadow
The Trail of the Shadow er en amerikansk stumfilm fra 1917 af Edwin Carewe.

## Medvirkende
- Emmy Wehlen som Sylvia Mason
- Eugene Strong som Henry Hilliard
- Harry Northrup som Jack Leslie
- Frank Currier som Mr. Mason
- Fuller Mellish som Padre Constantine